# Домик Суворова (Аксай)
Домик Суворова — двухэтажное здание, дом-музей, находящееся в г. Аксай Ростовской области. Является музеем и достопримечательностью местного значения по причине пребывания в нём прославленного русского военачальника А. В. Суворова в зимний период 1783—1784 годов.

## История
Жилище зажиточного местного казака Рудухина, которое сохранилось с начала XVII века и которое можно считать самым старым зданием города Аксай, стало местом зимнего пребывания известного русского военачальника Александра Васильевича Суворова в 1783—1784 годах. В 1948 году Аксайский военно-исторический музей был открыт как школьный музей. В становлении музея принимали участия известный детский поэт С. Я. Маршак и писатель А. Н. Скрипов. В 1979 году в этом здании открыта новая экспозиция школьного музея. В настоящее время музею принадлежат 7 зданий — памятников истории и культуры XVII—XX вв., связанных с пребыванием в Аксае многих видных деятелей России. В настоящее время имеет почтовый адрес г. Аксай, ул. Гулаева, 110, является юридическим адресом ГБУК РО «Аксайский военно-исторический музей», в нём располагается администрация музея.